# La cruz de hierro
La cruz de hierro (título original en inglés: Cross of Iron) es una película bélica de 1977 dirigida por Sam Peckinpah y con James Coburn, James Mason, Maximilian Schell y David Warner como actores principales.
Como en otras películas de este director, la acción incluye una cantidad sustancial de escenas violentas y muy realistas, con su característica utilización de la cámara lenta. Está catalogada como una de las mejores películas sobre el frente ruso en la Segunda Guerra Mundial.

## Introducción
La acción tiene lugar en 1943 en el frente ruso de la Segunda Guerra Mundial, y narra la historia de un pelotón de soldados alemanes, con el sargento Rolf Steiner al frente, durante la retirada de las tropas alemanas de la península de Tamán. Pronto tendrán al mando a un nuevo oficial, el capitán Stransky, un prusiano que sólo quiere una cosa de sus hombres: una Cruz de Hierro para mantener su honor familiar. La película se centrará en el conflicto entre ambos, con el telón de fondo de los horrores de una guerra que se intuye cada vez más cerca del fin.
El guion de la película está basado en una novela de Willi Heinrich publicada en 1956 y originalmente titulada Das geduldige Fleisch, aunque en sucesivas reediciones desde el estreno se le cambió el título para hacerlo coincidir con el de la película.

## Argumento
La cruz de hierro es la historia de combate de un pelotón de infantería del Heer destinado en el frente ruso durante la Segunda Guerra Mundial, y mandado por el sargento Steiner (James Coburn). La historia comienza in medias res mientras la Wehrmacht está de camino al destino que se presagia en unos títulos de crédito que incluyen imágenes de Hitler dirigiéndose a las masas y en actitud de liderazgo, las Juventudes Hitlerianas, la invasión nazi de la Unión Soviética y la consiguiente retirada subrayada por la volkslied ('canción tradicional') «Hänschen klein» como banda sonora.
Durante una patrulla de reconocimiento en la que Steiner se hace con un subfusil soviético PPSh-41 y el pelotón captura a un joven soldado ruso (Slavko Štimac), un niño preadolescente, el nuevo oficial aristócrata prusiano, capitán Stransky (Maximilian Schell) llega a la base. Demostrando su sangre fría, Stransky ordena a Steiner que le dispare al chico, en estricta observancia de las normas del Heer sobre no hacer prisioneros. Cuando Steiner se niega, Stransky se dispone a disparar al chico, pero en el último momento el veterano soldado Schnurrbart (Fred Stillkrauth), lo salva al decir que le disparará él, alejándose con el prisionero con la supuesta intención de hacerlo pero escondiéndolo en el barracón.
En conversación del capitán Stransky con el comandante de la base, el coronel Brandt (James Mason), un oficial que pone la nota amable, y su adjunto el capitán Kiesel, un hombre cansado de la guerra, Stransky revela que solicitó el traslado desde la Francia ocupada hasta el frente ruso para así poder conseguir la Cruz de Hierro.
La Cruz de Hierro es una condecoración al valor en combate del ejército alemán equivalente a la Medalla de Honor estadounidense. Tal revelación sorprende a Brandt y Kiesel por su ingenuidad. Stransky es más tarde presentado al experimentado veterano y harto de batallas, el sargento Steiner: éste es un mito entre sus camaradas, muy considerado y condecorado pese a su actitud despectiva.
Durante un ataque soviético a la base, el recién ascendido sargento Steiner resulta herido, y un tal teniente Meyer (Igor Galo) muere mientras lideraba la defensa. Muere también el joven soldado ruso, tiroteado por su propio bando mientras Steiner intentaba liberarle.
El sargento es enviado a un hospital militar para que se recupere, donde se obsesiona con las imágenes de los hombres muertos, especialmente el soldado ruso. Durante su estancia mantiene una relación amorosa con Eva (Senta Berger), una bella enfermera que se enamora del adusto Steiner. Tras su vuelta al frente es informado de que Stransky, que no participó en el combate en el que Steiner fue herido, reivindica haber liderado la defensa de la base haciendo un valiente contraataque (cosa que es falsa) y se postula para recibir la Cruz de Hierro por ello. Y ha nombrado a su asistente Triebig (al que chantajea debido a su homosexualidad) y a Steiner como sus testigos en tal hazaña. Stransky espera persuadir a Steiner para que corrobore su demanda, prometiéndole que si lo hace recibirá ayuda económica tras la guerra.
Brandt convoca a Steiner y le pregunta al respecto de las alegaciones de Stransky, esperando que el sargento eche por tierra las mentiras del capitán, pero Steiner en principio se niega a cooperar. Cuando el coronel le pregunta por qué, Steiner declara que odia a todos los oficiales, incluidos los que son como Stransky y Triebig, y pide un par de días para dar su respuesta definitiva. Esta declaración revela el estado psicológico de Steiner quien odia la guerra, pero que no es nadie sin ella (durante esta conversación, Steiner dice: «Odio este uniforme y todo lo que representa»).
Cuando el coronel Brandt recibe noticias de una fuerte ofensiva rusa, se ordena a la compañía que se retire. Stransky deliberadamente no hace llegar la orden a la unidad de Steiner, abandonándola tras las líneas soviéticas.
Steiner y sus hombres son sorprendidos por el ataque de los blindados y la infantería rusa y a duras penas logran salvar el pellejo y parten hacia las líneas alemanas, luchando en su camino contra los soviéticos. Logran escapar de ellos y en el camino se topan con un puente custodiado por centinelas y una avanzadilla de mujeres soldado rusas que hacen rancho y se bañan desnudas en una cabaña. Eliminados los centinelas, los soldados de Steiner apenas pueden contenerse de violarlas, pero el firme Steiner los ataja. Sin embargo, el único soldado del pelotón perteneciente al Partido Nacionalsocialista es ofendido por una de las rusas, éste la toma y se la lleva a un pajar para someterla a abusos sexuales. Después de golpear a la mujer para someterla la obliga a hacerle sexo oral y la mujer accede, pero en un momento de descuido, la mujer aprieta las mandíbulas y cercena el miembro del soldado, quien profiere un grito. Mientras, otra de las rusas se insinúa al joven centinela que queda a cargo de las mujeres y con un cuchillo asesina al ingenuo soldado. Steiner aparece en persona y, cuando se dispone a cobrar justicia, observa que el soldado mutilado ha matado a la mujer soldado. Steiner hace traer a las mujeres y las encierra junto al soldado que ha perdido su miembro viril y es asesinado macabramente. Se apoderan de los uniformes de las soldados e idean un plan para pasar por líneas rusas y alemanas.
Estando junto al frente alemán, mandan una contraseña por radio para poder cruzar la tierra de nadie entre ambos frentes: «Demarcación».
Stransky es informado de la vuelta de la unidad de Steiner y le ordena a Triebig que los mate. Éste ordena que se les dispare mientras se aproximan a las trincheras alemanas usando una ametralladora MG 42, pero no consigue asesinar al propio Steiner. El sargento Steiner mata personalmente a Triebig y se dirige a la búsqueda de Stransky. En ese momento los rusos lanzan el asalto final sobre las posiciones alemanas.
Steiner encuentra a Stransky y le enfrenta. En lugar de dispararle, invita al oficial a luchar junto a él y demostrar su tan cacareado valor. En ese momento se produce entre ellos el diálogo más celebrado de la película:
- Stransky: «Yo le enseñaré cómo lucha un oficial prusiano».
- Steiner: «Y yo le enseñaré dónde crecen las Cruces de Hierro».

La película se cierra una vez más con los sones de «Hänschen klein» y Steiner riendo histéricamente por la ironía que le causa cuando Stransky revela su absoluta falta de aptitudes en batalla al admitir que no sabe cargar la MP40 y aun así haber deseado poseer una Cruz de Hierro. Los títulos de crédito incluyen numerosas fotos de víctimas civiles de la guerra, ahorcados, hambrientos, en campos de concentración, y una cita final de Bertolt Brecht, de su obra La resistible ascensión de Arturo Ui: «No os regocijéis en su derrota. Por más que el mundo se mantuvo en pie y paró al bastardo, la perra de la que nació está en celo otra vez».

## Elenco
- James Coburn ... sargento Rolf Steiner
- Maximilian Schell ... capitán Stransky
- James Mason ... coronel Brandt
- David Warner ... capitán Kiesel
- Klaus Löwitsch ... cabo Krüger
- Vadim Glowna ... soldado Kern
- Roger Fritz ... teniente Joseph Triebig
- Dieter Schidor ... soldado Anselm
- Burkhard Driest ... soldado Maag
- Fred Stillkrauth ... cabo Karl «Schnurrbart» Reisenauer
- Michael Nowka ... soldado Dietz
- Véronique Vendell ... Marga
- Arthur Brauss ... soldado Zoll
- Senta Berger ... enfermera Eva
- Igor Galo ... teniente Meyer
- Slavko Štimac ... niño ruso
- Demeter Bitenc ... capitán Pucher
- Vladan Živković ... Wolf.

## Comentarios
- Orson Welles la consideraba la mejor película pacifista desde Sin novedad en el frente.[cita requerida]
- Tuvo una excelente aceptación en toda Europa en el momento de su estreno, aunque no llegó a ser un éxito entre el público americano por entonces.[cita requerida] Con los años, ha llegado a ser una película de culto.
- En la película se muestran uniformes, equipamiento y armamento de la II Guerra Mundial de un modo realista. Así ocurre con los carros de combate soviéticos T-34/85, las ametralladoras alemanas, los sidecares o las pistolas AT. Los camiones alemanes son camiones soviéticos y estadounidenses disfrazados.
- La película originó una secuela, Cerco roto, producida en su mayor parte por la Alemania Occidental y dirigida por Andrew V. McLaglen, más conocido (como el propio Peckinpah) por sus westerns. Steiner es encarnado esta vez por Richard Burton, viéndose envuelto en una conspiración para asesinar a Hitler y salvando la vida de un oficial estadounidense (Robert Mitchum).

## Premios
| Año  | Premio        | País     |
| ---- | ------------- | -------- |
| 1977 | Golden Screen | Alemania |